# Warner Baxter
Pour les articles homonymes, voir Baxter.
Warner Baxter, né le 29 mars 1889 à Columbus, dans l'Ohio, et mort le 7 mai 1951  d'une pneumonie à Beverly Hills, est un acteur américain de théâtre et de cinéma.

## Biographie
Warner Baxter commence sa carrière d'acteur au théâtre en 1910 en jouant dans des vaudevilles.
Il a obtenu l'Oscar du meilleur acteur en 1929 pour le rôle de Cisco Kid dans In Old Arizona de Irving Cummings et Raoul Walsh.

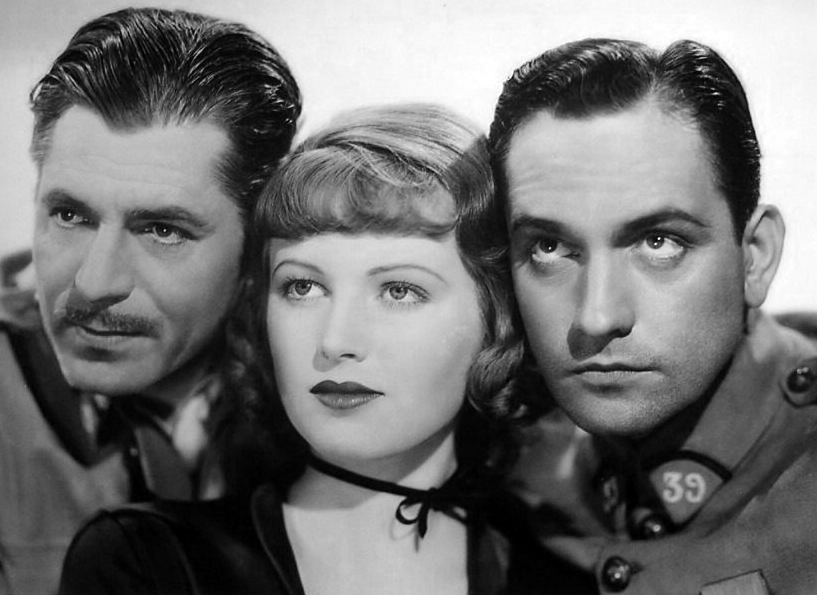
Baxter à gauche, avec June Lang et Fredric March,
dans Les Chemins de la gloire (1936)

## Filmographie partielle

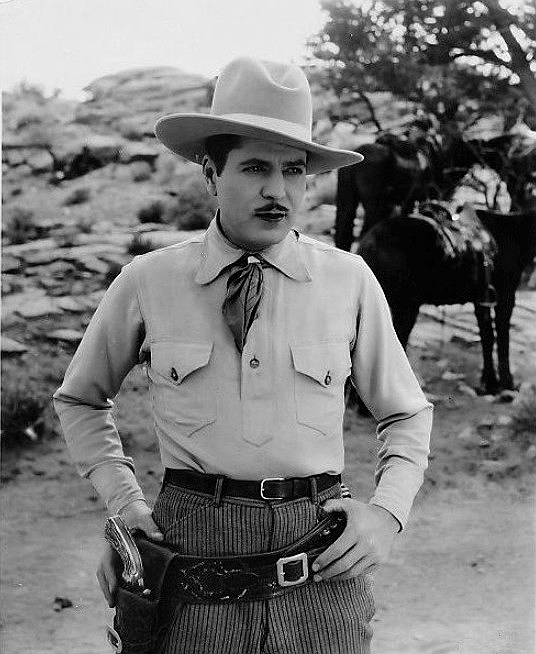
Warner Baxter dans Drums of the Desert en 1927

- 1921 : Cheated Hearts de Hobart Henley
- 1921 : Les Périls de l'ignorance (Sheltered Daughters) de Edward Dillon
- 1923 : La Petite Fée (St. Elmo) de Jerome Storm
- 1924 : Les Fraudeurs (Those Who Dance) de Lambert Hillyer
- 1924 : La Fille de la brousse (The Female) de Sam Wood
- 1925 : The Best People de Sidney Olcott
- 1925 : Les Pirates de l'air (The Air Mail) d'Irvin Willat
- 1925 : Rugged Water d'Irvin Willat
- 1925 : A Son of His Father de Victor Fleming
- 1925 : The Awful Truth de Paul Powell
- 1926 : Aloma (Aloma of the South Seas) de Maurice Tourneur
- 1926 : The Runaway de William C. de Mille
- 1926 : Marisa, l'enfant volée (Mannequin) de James Cruze
- 1926 : Miss Brewster's Millions de Clarence G. Badger
- 1926 : Gatsby le Magnifique (The Great Gatsby) de Herbert Brenon
- 1927 : Drums of the Desert de John Waters
- 1927 : The Telephone Girl de Herbert Brenon
- 1927 : Singed de John Griffith Wray
- 1928 : À l'ouest de Zanzibar (West of Zanzibar) de Tod Browning
- 1928 : Ramona d'Edwin Carewe
- 1928 : Danger Street de Ralph Ince
- 1928 : Les Trois Coupables (Three Sinners) de Rowland V. Lee
- 1928 : In Old Arizona d'Irving Cummings & Raoul Walsh
- 1929 : Happy Days de Benjamin Stoloff
- 1929 : Behind That Curtain d'Irving Cummings
- 1930 : Le Tigre de l'Arizona (The Arizona Kid) d'Alfred Santell
- 1930 : Les Renégats (Renegades) de Victor Fleming
- 1931 : Doctors' Wives de Frank Borzage
- 1931 : Papa longues jambes  (Daddy Long Legs) d'Alfred Santell
- 1931 : Their Mad Moment de Hamilton MacFadden
- 1931 : Surrender de William K. Howard
- 1931 : Le Mari de l'Indienne (The Squaw Man) de Cecil B. DeMille
- 1931 : The Cisco Kid d'Irving Cummings
- 1932 : Papa amateur (Amateur Daddy) de John G. Blystone
- 1932 : Man About Town de John Francis Dillon
- 1932 : 6 Hours to Live de William Dieterle
- 1933 : 42e Rue (42nd Street) de Lloyd Bacon
- 1933 : Dangerously Yours de Frank Tuttle
- 1933 : I Loved You Wednesday de Henry King
- 1933 : Paddy the Next Best Thing de Harry Lachman
- 1933 : Penthouse  de W. S. Van Dyke
- 1933 : As Husbands Go de Hamilton MacFadden
- 1934 : Le Ministère des amusements (Stand Up and Cheer!) de Hamilton MacFadden
- 1934 : Such Women are Dangerous de James Flood
- 1934 : Grand Canary de Irving Cummings
- 1934 : La Course de Broadway Bill (Broadway Bill) de Frank Capra
- 1934 : Hell in the Heavens de John G. Blystone
- 1935 : One More Spring de Henry King
- 1935 : Les Nuits de la pampa (Under the Pampas Moon) de James Tinling
- 1935 : La Fiesta de Santa Barbara, court métrage de Louis Lewyn
- 1936 : Je n'ai pas tué Lincoln (The Prisoner of Shark Island) de John Ford
- 1936 : King of Burlesque de Sidney Lanfield
- 1936 : Robin Hood of El Dorado de William Wellman
- 1936 : Les Chemins de la gloire (The Road to Glory) de Howard Hawks
- 1936 : Dix Ans de mariage (To Mary – with Love) de John Cromwell
- 1936 : White Hunter de Irving Cummings
- 1937 : Le Dernier Négrier (Slave Ship) de Tay Garnett
- 1937 : Jeux de dames (Wife, Doctor and Nurse) de Walter Lang
- 1937 : Vogues 1938 (Vogues of 1938) d'Irving Cummings
- 1938 : Le Proscrit (Kidnapped) d'Alfred L. Werker
- 1938 : Pour un million (I'll Give a Million) de Walter Lang
- 1939 : Échec à la dame (Wife Husband and friend) de Gregory Ratoff
- 1939 : Le Retour de Cisco Kid (Return of the Cisco Kid) de Herbert I. Leeds
- 1939 : Barricade (en) de Gregory Ratoff
- 1940 : Earthbound de Irving Pichel
- 1941 : La Famille Stoddard (Adam Had Four Sons) de Gregory Ratoff
- 1943 : Crime Doctor de Michael Gordon
- 1944 : Les Nuits ensorcelées (Lady in the dark) de Mitchell Leisen
- 1945 : The Crime Doctor's Courage de George Sherman
- 1950 : State Penitentiary de Lew Landers